# Australidiadema alexanderi
Genre
Espèce
Australidiadema alexanderi, unique représentant du genre Australidiadema, est une espèce éteinte d'oursins de la famille des Diadematidae et vivant durant le Crétacé inférieur.

## Description
Ce sont des oursins dits « réguliers » : ils sont caractérisés par un test (coquille) de forme ronde, et presque uniformément couvert de radioles (piquants) réparties sur tout le corps, mais plus longues sur la partie supérieure. La bouche (appelée « péristome ») se situe au centre de la face inférieure (dite face « orale »), et l'anus (appelé « périprocte ») à l'opposé, soit au sommet du test (à l'« apex » de la face aborale).
Ce sont de petits oursins, avec un diamètre du test d'environ 3-4 cm, mais des radioles longues et robustes. Les ambulacres sont étroits et trigéminés. Les tubercules primaires empiètent sur deux éléments de chaque triade. Chacun des trois éléments est de taille identique et atteint le perradius. Les tubercules primaires empiètent sur deux éléments de chaque triade. Un petit tubercule secondaire alterne avec les primaires, en position perradiale.
Les interambulacres sont larges. Sur la face orale, proche du péristome, les tubercules primaires sont flanqués d'un tubercule secondaire de chaque côté. À l'ambitus et au-delà, un unique tubercule primaire domine chaque plaque, mais les plaques les plus adapicales peuvent être nues. Tous les tubercules sont perforés et très crénulés. 
Les radioles sont creuses et ornementées de petites épines ; la lanterne d'Aristote porte des dents incurvées.
Ce genre est mal connu, le matériel fossile étant très limité et mal conservé ; il semble extrêmement proche morphologiquement de Centrostephanus.
Ce genre semble avoir vécu au Crétacé inférieur (Aptien), en Antarctique.

## Étymologie
Le nom du genre Australidiadema dérive du latin australis, « se rapportant au Sud ».
Son nom spécifique, alexanderi, fait référence à l'île Alexandre où les fossiles ont été découverts.

## Publication originale
- (en) Andrew B. Smith et J. Alistair Crame, « Echinoderm faunas from the Lower Cretaceous (Aptian-Albian) of Alexander Island, Antarctica », Palaeontology, Londres, Wiley-Blackwell et Palaeontological Association, vol. 55, no 2,‎ mars 2012, p. 305-324 (ISSN 0031-0239 et 1475-4983, OCLC 44674714 et 1761779, DOI 10.1111/J.1475-4983.2012.01129.X, lire en ligne).